# Sebastian Borchardt
Sebastian Borchardt (* 20. Dezember 1984) ist ein deutscher Tischtennisspieler. Bei Deutschen Meisterschaften gewann er dreimal eine Bronzemedaille im Doppel. Aktuell (2023) spielt er mit dem Verein TTV Füchse Berlin in der 3. Bundesliga.

## Werdegang
Sebastian Borchardt entstammt einer Familie von Tischtennisspielern. Sein Vater Bernhard Thiel war Nationalspieler in der DDR, seine Mutter Heike Borchardt war ebenfalls in Berlin aktiv. Mit ihr wurde er bei den Berliner Meisterschaften 2010 Dritter im Mixed.
Mit Ausnahme eines einjährigen Abstechers beim holsteinischen Verein SV Siek war Borchardt vorwiegend bei Berliner Vereinen aktiv. Siebenmal gewann er die Berliner Meisterschaft, dreimal wurde er Norddeutscher Meister (2009, 2012, 2024). Seine größten Erfolge waren die drei Bronzemedaillen im Doppel bei Deutschen Meisterschaften, 2008 und 2009 mit Björn Baum sowie 2013 mit Deniz Aydin.

## Privat
Sebastian Borchardt ist verheiratet, hat zwei Kinder und arbeitet im IT-Bereich.